# Templo de Ganesha (Morgaon)
Shri Mayureshwar Mandir (en maratí: श्री मयूरेश्वर मंदीर) o el templo de Shri Moreshwar (en maratí: श्री मोरेश्वर मंदीर) es un templo hindú (mandir) dedicado a Ganesha, dios de la sabiduría. Se encuentra en Moragaon (en maratí: मोरगाव) en el distrito de Pune, alrededor de 65 km de la ciudad de Pune en el estado indio de Maharashtra. El templo es el punto de inicio y finalización de una peregrinación de ocho templos venerados de Ganesha llamados Ashtavinayaka.
Moragon es el principal centro de adoración de la secta Ganapatya, que considera a Ganesha como el Ser Supremo. Una leyenda hindú relaciona el templo con la muerte del demonio Sindhu por Ganesha. Se desconoce la fecha exacta de construcción del templo, aunque se sabe que el santo de Ganapatya, Moraya Gosavi, está asociado con él. El templo floreció gracias al patrocinio de los gobernantes Peshwa y descendientes de Moraya Gosavi.

## Significado religioso
El templo de Morgaon es el punto de partida de la peregrinación de ocho templos venerados de Ganesha, alrededor de Pune. El circuito del templo se conoce como Ashtavinayak ("Ocho Ganeshas"). La peregrinación se considera incompleta si el peregrino no visita el templo de Morgaon al final de la peregrinación. El templo de Morgaon no solo es el más importante del circuito Ashtavinayak, sino que también se describe como "la principal peregrinación de Gaṇeśa (Ganesha) de la India" (original de IAST).
Morgaon es el adhya pitha, el principal centro de adoración de la secta Ganapatya, que considera a Ganesha como el Ser Supremo. Atrae al mayor número de peregrinos del circuito Ashtavinayak. Ambas escrituras principales de la secta Ganapatya alaban a Morgaon. Mientras Mudgala Purana dedica 22 capítulos a la grandeza de Morgaon, Ganesha Purana afirma que Morgaon (Mayurapuri) se encuentra entre los tres lugares más importantes para Ganesha y el único en la tierra (Bhuloka). Los otros lugares son Kailash en el cielo (en realidad Kailash es una montaña en la tierra en el Himalaya, se cree que tiene la morada de los padres de Ganesha, Shiva y Parvati) y el palacio de Adi Shesha en Patala (inframundo). Según una tradición, el templo no tiene principio ni fin. Otra tradición sostiene que en el momento de pralaya (la disolución del mundo), Ganesha entrará en yoganidra aquí. Su santidad se compara con Kashi, la ciudad sagrada hindú.

### Leyendas
Según Ganesha Purana, Ganesha encarnó como Mayuresvara (Mayūreśvara), que tiene seis brazos y tez blanca. Su montura es un pavo real. Nació de Shiva y Paravati en Treta yuga, con el propósito de matar al demonio Sindhu.
Sindhu era el hijo de Cakrapani, el rey de Mithila y su esposa Ugrā. Ugrā concibió gracias al poder de un mantra solar, pero no pudo soportar el calor extremo que irradiaba el feto, por lo que lo abandonó en el océano. Pronto, nació un hijo de este feto abandonado y el océano lo devolvió a su padre afligido, quien lo llamó Sindhu, el océano.
Parvati se sometió a austeridades meditando en Ganesha -"el partidario de todo el universo" -durante doce años en Lenyadri (otro sitio Ashtavinayak, donde se adora a Ganesha como el hijo de Parvati). Complacido por su penitencia, Ganesha la bendijo con la bendición de que nacería como su hijo. A su debido tiempo, Ganesha nació de Parvati en Lenyadri y Shiva lo nombró como Gunesha. El pequeño Gunesha una vez golpeó un huevo de un árbol de mango, del cual emergió un pavo real. Gunesha montó el pavo real y asumió el nombre de Mayuresvara.
A Sindhu se le dio el cuenco siempre lleno de amrita (elixir de la vida) como una bendición del dios Sol. Se advirtió al demonio que podía beber del cuenco siempre que estuviera intacto. Entonces, para proteger el cuenco, se lo tragó. Sindhu aterrorizó a los tres mundos, por lo que los dioses le pidieron ayuda a Gunesha. Gunesha derrotó al ejército de Sindhu, cortó a su general Kamalasura en tres pedazos y luego abrió el cuerpo de Sindhu, vaciando el cuenco de amrita y matando así al demonio. Se describe que el dios creador Brahma construyó el santuario de Morgaon y casó a Siddhi y Buddhi con Ganesha. Al final de esta encarnación, Gunesha regresó a su morada celestial, dando su montura de pavo real a su hermano mayor Skanda, con quien generalmente se asocia la montura de pavo real.
Debido a que Ganesha montaba un pavo real (en sánscrito, mayura, en marathi -mora), se le conoce como Mayureshwar o Moreshwar ("Señor del pavo real"). Otra leyenda dice que este lugar estaba poblado por pavos reales que le dieron al pueblo su nombre marathi, Morgaon ("Pueblo de pavos reales"), y su deidad que lo presidió el nombre Moreshwar.
Una leyenda de Ganapatya recuerda cómo el dios creador Brahma, el dios preservador Vishnu y el dios disolvedor Shiva, la Divina Madre Devi y el dios Sol Surya mediaron en Morgaon para aprender sobre su creador y el propósito de su existencia. Ganesha emergió ante ellos en forma de una llama Omkara y los bendijo. Otra leyenda registra que cuando Brahma creó a su hijo Kama (deseo), se convirtió en víctima del deseo y codició a su propia hija Sarasvati (Diosa del aprendizaje). Tras la invocación de todas las deidades, apareció el río sagrado Turiya Tirtha y Brahma se bañó en sus aguas para limpiar su pecado del incesto. Brahma luego fue a Morgaon para adorar a Ganesha, llevando agua del río en su cántaro. Al entrar en el santuario de Ganesha, Brahma tropezó y el agua cayó de la olla. Cuando Brahma trató de recogerlo, se convirtió en el río sagrado Karha, que todavía fluye en Morgaon.

## Historia
Morya Gosavi (Moroba), un prominente santo de Ganapatya, adoró en el templo de Morgaon Ganesha antes de trasladarse a Chinchwad, donde estableció un nuevo templo de Ganesha. El templo de Morgaon y otros centros de Ganapatya cerca de Pune, disfrutaron del patrocinio real de los gobernantes Peshwa del Imperio Maratha durante el siglo XVIII. Los Peshwas, que adoraban a Ganesha como su kuladaivat ("deidad familiar"), donaron tierras y / o dinero en efectivo y / o hicieron adiciones a estos templos de Ganesha.
Según Anne Feldhaus, el templo de Morgaon no es anterior al siglo XVII, cuando Morya Gosavi lo popularizó. Sin embargo, incluso la datación de Morya Gosavi está en disputa y varía desde el siglo XIII al XIV hasta el siglo XVII. Los descendientes de Morya Gosavi, a quienes se adoraba como la encarnación de Ganesha en el templo de Chinchwad, a menudo visitaban el templo de Morgaon y controlaban las finanzas y la administración de muchos templos de Ashthavinayak. El santo del siglo 17 Samarth Ramdas compuso la popular arati canción Sukhakarta Dukhaharta, al ver el icono Morgaon.
Actualmente, el templo está bajo la administración de Chinchwad Devasthan Trust, que opera desde Chinchwad. Además de Morgaon, el fideicomiso del templo controla el templo de Chinchwad y los templos de Theur y Siddhatek Ashtavinayak.

## Arquitectura

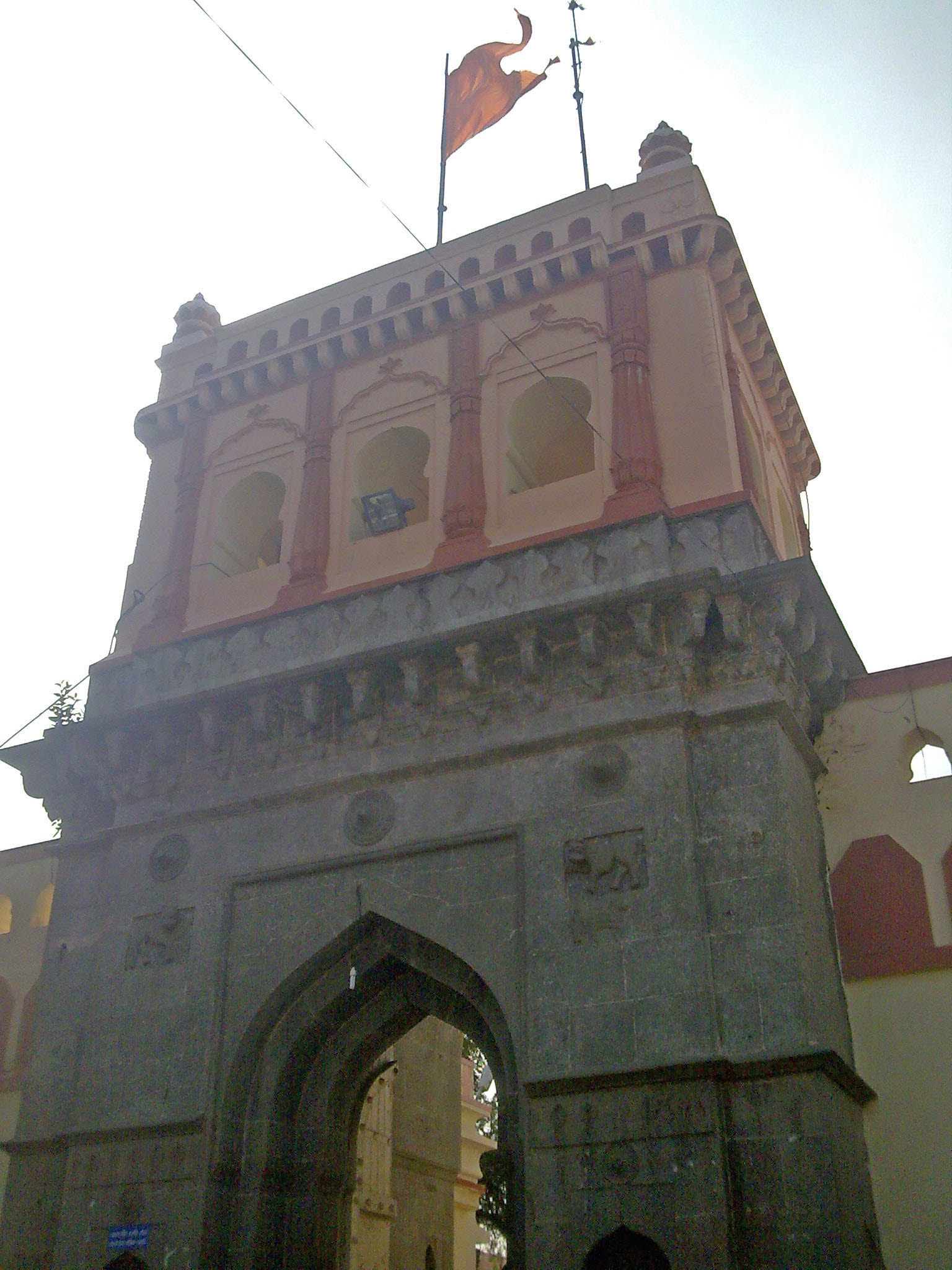
La puerta principal del templo.

El templo está rodeado por un alto muro de piedra con minaretes en cada una de las cuatro esquinas, lo que sugiere una influencia musulmana en la arquitectura. El templo tiene cuatro puertas, cada una mirando en una dirección cardinal y con una imagen de Ganesha, cada puerta lo representa en la forma en que apareció en cada una de las cuatro edades (yugas). Cada una de las cuatro formas de Ganesha está asociada con un Puruṣārtha (objetivo de la vida) y está acompañada por dos asistentes. La imagen de Ballalvinayaka en la puerta oriental, acompañada por el dios Rama (Avatar de Vishnu) y su consorte Sita, simboliza el Dharma (rectitud, deber, etnia) y encarna al dios preservador Vishnu. Vignesha en la puerta sur, flanqueada por los padres de Ganesha, Shiva y Parvati (Uma), simboliza Artha (riqueza y fama) y encarna al disolvedor: Shiva. Cintamani en la puerta occidental, que representa a Kama (deseo, amor y placer sensual), es atendida por el dios del amor Kamadeva y su esposa Rati y encarna al Brahman informe (asat). Mahaganapati en la puerta norte que representa moksha (salvación), está acompañado por Varaha (el avatar de jabalí de Vishnu) y su esposa, la diosa de la tierra, Mahi, encarna a Sat Brahman.
La entrada principal del templo está orientada al norte. El patio cuadrangular tiene dos torres de lámparas Deepmala s con nichos para encender lámparas. Un ratón esculpido de 1,80 m: el vahana (monte) de Ganesha se encuentra frente al templo. Un Nagara-khana, que almacena Nagaras (tambores de caldera), se encuentra cerca. Una enorme escultura de toro Nandi está colocada frente al Señor, justo afuera de las puertas del templo. Esto se considera inusual ya que un Nandi normalmente se coloca frente al sanctum sanctorum en los templos de Shiva. Una leyenda explica esta rareza: la escultura de Nandi que fue transportada desde el cercano templo de Shiva, decidió instalarse frente a Ganesha y luego se negó a moverse. Tanto el ratón como Nandi se consideran guardianes de la entrada.

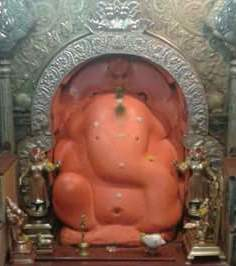
Imagen central en Morgaon.

Un sabha-mandapa (salón de actos) construido recientemente tiene ídolos del dios Vishnu y su consorte Lakshmi. Conduce a la sala central construida por los gobernantes Patwardhan de Kurundwad. El techo de esta sala está formado por una sola piedra. El garbhagriha (sanctum sanctorum) tiene una imagen central de Ganesha como Mayureshwar o Moreshwar, mirando hacia el norte. La imagen de Ganesha está representada en una postura sentada con el tronco girado hacia la izquierda, cuatro brazos y tres ojos. Sostiene una soga (pasha) y un aguijón de elefante (ankusha) en sus manos superiores, mientras que la parte inferior derecha descansa sobre su rodilla y la otra sostiene un modaka (un dulce). El ombligo y los ojos están incrustados con diamantes. Una capucha de cobra levantada sobre la cabeza de Ganesha, protege al Señor. La imagen es en realidad más pequeña de lo que parece, ya que está manchada con una capa gruesa de Sindoor (bermellón) de color azafrán, que se despega una vez cada siglo. Cayó por última vez en 1882, y antes en 1788. Ganesha está flanqueado por ídolos de sus consortes Riddhi y Siddhi (a veces llamados Siddhi y Buddhi). Estos ídolos están hechos de una aleación de cinco metales o de bronce. Las deidades están cubiertas con plata y oro elaborados. Como todos los santuarios Ashtavinayaka, se cree que la imagen central de Ganesha es svayambhu (autoexistente), que ocurre naturalmente en forma de piedra con cara de elefante. Frente a la imagen central, se colocan las vahanas de Ganesha: el ratón y el pavo real. A la izquierda, fuera del garbhagriha, hay una imagen de Nagna-Bhairava.
El espacio alrededor del sabha-mandapa (salón de actos) tiene 23 ídolos diferentes que representan diversas formas de Ganesha. Los ídolos de Ganesha incluyen las imágenes de los ocho avatares de Ganesha descritos en Mudgala Purana (Vakratunda, Mahodara, Ekadanta, Vikata, Dhrumavarna, Vighnaraja y Lambodara) colocados en ocho esquinas del templo. Algunas de las imágenes son instaladas por los seguidores de Yogendra Ashram. Otro ídolo de Ganesha digno de mención es el de "Sakshi Vinayaka", que es "un testigo" de las oraciones ofrecidas a Mayureshwara. Tradicionalmente, primero se reza "Nagna Bhairava", luego Mayureshwara y luego Sakshi Vinayaka. Esta es la secuencia perfecta para las oraciones que se ofrecen aquí.
Hay otras imágenes de deidades hindúes alrededor del sabha-mandapa, incluidas las de las deidades regionales Vithoba y Khandoba, personificaciones de Shukla chaturthi y Krishna chaturthi (el cuarto día lunar en quincena brillante y quincena oscura de un mes lunar, ambos sagrados para el culto a Ganesha) y el santo Ganapatya Morya Gosavi. En el camino de circunvalación (camino de Pradakshina), hay un árbol Tarati (un arbusto espinoso) cerca del Kalpavrushka Mandir. Se cree que el árbol es el lugar donde Morya Gosavi se sometió a penitencia. Hay dos árboles sagrados en el patio: shami y bilva.

## Adoración y festivales

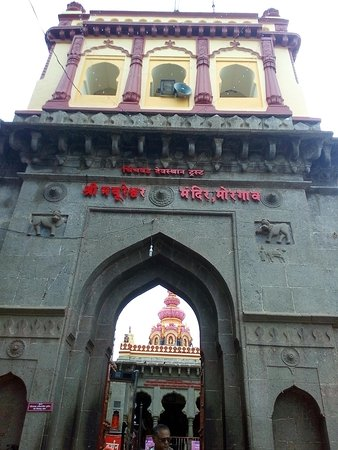
Templo Sri Mayureshwar

El ícono central de Ganesha se adora todos los días: a las 7 a. m., 12 del mediodía y a las 8 p. m.
En los festivales de Ganesh Jayanti (Magha Shukla Chaturthi) y Ganesh Chaturthi (Bhadrapada Shukla Chaturthi) en el cuarto día lunar en la brillante quincena de los meses hindúes Magha y Bhadrapada respectivamente, los devotos acuden en grandes cantidades al templo de Mayureshwar. En ambas ocasiones, llega una procesión de peregrinos desde el templo de Mangalmurti, Chinchwad (establecido por Morya Gosavi) con el palkhi (palanquín) de Ganesha. Las celebraciones de Ganesha chaturthi duran más de un mes, hasta Ashvin Shukla (décimo día lunar en la quincena brillante del mes hindú Ashvin). Las ferias y celebraciones también ocurren en Vijayadashami, Shukla Chaturthi (el cuarto día lunar en la quincena brillante de un mes hindú), Krishna Chaturthi (el cuarto día lunar en la quincena oscura de un mes hindú) y Somavati Amavasya (una noche de luna nueva que coincide con un lunes).